# Hockey Club Ambrì-Piotta 2007-2008
Questa è la rosa della stagione 2007/2008 del Hockey Club Ambrì-Piotta.
| N. | Naz.                   | Ruolo | Nome                |
| -- | ---------------------- | ----- | ------------------- |
| 01 | Svizzera (bandiera)    | P     | Jonas Müller        |
| 30 | Svizzera (bandiera)    | P     | Thomas Bäumle       |
| 05 | Svizzera (bandiera)    | D     | Alan Tallarini      |
| 06 | Stati Uniti (bandiera) | D     | Nicholas Naumenko   |
| 08 | Svizzera (bandiera)    | D     | Nicola Celio        |
| 10 | Svizzera (bandiera)    | D     | Daniele Marghitola  |
| 23 | Svizzera (bandiera)    | D     | Marc Gautschi       |
| 53 | Svizzera (bandiera)    | D     | Daniele Mattioli    |
| 62 | Svizzera (bandiera)    | D     | Félicien DuBois     |
| 65 | Svizzera (bandiera)    | D     | Reto Stirnimann     |
| 80 | Svizzera (bandiera)    | D     | Zdeněk Kutlák       |
| 07 | Stati Uniti (bandiera) | A     | Erik Westrum        |
| 11 | Svizzera (bandiera)    | A     | Lovis Schönenberger |
| 14 | Svizzera (bandiera)    | A     | Thomas Schena       |
| 17 | Canada (bandiera)      | A     | Hnat Domenichelli   |
| 18 | Svizzera (bandiera)    | A     | Grégory Sciaroni    |
| 19 | Svizzera (bandiera)    | A     | Corsin Camichel     |
| 21 | Svizzera (bandiera)    | A     | Omar Tognini        |
| 25 | Stati Uniti (bandiera) | A     | Martin Sonnenberg   |
| 37 | Svizzera (bandiera)    | A     | Paolo Imperatori    |
| 43 | Svizzera (bandiera)    | A     | Mauro Zanetti       |
| 46 | Svizzera (bandiera)    | A     | Paolo Duca          |
| 51 | Svizzera (bandiera)    | A     | Grégory Christen    |
| 55 | Svizzera (bandiera)    | A     | Alain Demuth        |
| 63 | Svizzera (bandiera)    | A     | Mattia Bianchi      |
| 71 | Svizzera (bandiera)    | A     | Oleg Siritsa        |
| 87 | Svizzera (bandiera)    | A     | Mattia Merzaghi     |
| 95 | Svizzera (bandiera)    | A     | Benoît Pont         |

- Allenatore:  Jan Tlacil
- Ass.Allenatore:  J.J. Aeschlimann
- Dir. Sportivo:  Peter Jaks